# سيد (مغنية)
سيد (بالإنجليزية: Syd tha Kyd)‏ هي منتجة أسطوانات وملحنة ومغنية أمريكية، ولدت في 23 أبريل 1992 في لوس أنجلوس في الولايات المتحدة.

## وصلات خارجية
- الموقع الرسمي
- سيد على موقع ميوزك برينز (الإنجليزية)
- سيد على موقع أول ميوزيك (الإنجليزية)
- سيد على موقع أول ميوزيك (الإنجليزية)
- سيد على موقع ديسكوغز (الإنجليزية)
- سيد على موقع ديسكوغز (الإنجليزية)